# Ernst Rudolf Vogenauer
Ernst Rudolf Vogenauer   (Múnic, 25 d'abril de 1897 - Berlín, 18 d'agost de 1969) va ser un artista gràfic alemany. Després de la Primera Guerra Mundial, va treballar com a cartellista i il·lustrador de llibres. També va dissenyar bitllets de banc, segells de correus, joguines de fusta i ceràmica.

## Primers anys de vida
De petit, vivia en una família binacional i era molt aficionat a la música i la cultura. El seu pare, George Vogenauer (1868–1950), era un sastre catòlic de la ciutat bavaresa de Königstein. La seva mare, Anna Maria Haenni (1869–1950), era filla protestant d'un sastre i venia d’Uttigen-Kinnersrüti, prop de Berna. Els pares d'Ernst Vogenauer es van casar el 1893 a Múnic, on van viure de 1893 a 1945. La parella va criar els seus quatre fills amb gust pel treball i els estudis. Ernst era imaginatiu i un nen sense estimulació. Dotat en veu, violí i dibuix, aspirava a convertir-se en artista gràfic.
La germana d'Ernst Rudolf, Babette Vogenauer (1893–1950), va emigrar a França el 1911 amb el seu cònjuge i dos germans, Andreas Vogenauer, professor de ciències alemany (1894–1952), i Gottfried Vogenauer (1902–1984), professor d'economia alemany. i autor. El 1955, Gottfried va escriure una crònica privada sobre l'arbre genealògic de Vogenauer-Haenni i els seus descendents alemanys i francesos. Gottfried també va escriure una col·lecció de poemes, Reifende Seele (Ripening Soul). El manuscrit es conserva en una col·lecció de documents manuscrits a la Biblioteca Estatal de Baviera.

## Carrera
Ernst Vogenauer va estudiar a Múnic durant la seva primera infància i va ser un brillant estudiant de Fritz Helmut Ehmcke (1878–1965). Paral·lelament, va treballar per a la impremta d'art del Consee a Múnic. El 1921, va deixar Múnic per treballar a la Impremta Nacional de Berlín, on va treballar fins a la Segona Guerra Mundial. Es va casar l'any 1925 amb la seva dona, Minna, que uns anys més tard va tenir el seu primer fill únic. També va ser en aquella època dels anys vint quan va il·lustrar una edició de la novel·la bavaresa Der Wittiber (El vidu) de l'escriptor alemany Ludwig Thoma (1867–1921). Va ser dotat en diferents oficis artístics.
Malgrat el seu respecte pels vells mestres, tenia una ment oberta sobre l'art i es va sentir atret pel futurisme, el cubisme i l'expressionisme pel que fa al seu treball oficial per a la Impremta Nacional de Berlín, i per evitar problemes, sovint preferia marca algunes de les seves obres artístiques privades amb la signatura especial Saturn. Els seus amics artístics van ser principalment Binder, Peter Kraemer (1896–1972), fill d'un pintor americà bavarès també anomenat Peter Kraemer i Carl Johann Rabus (1898–1983), un pintor expressionista alemany. Carl Rabus va fer un autoretrat amb Vogenauer (al voltant de 1927 a 1937) titulat: Zwei Freunde, Selbst mit Ernst Vogenauer ('Dos amics, Ernst Vogenauer i jo'). Avui aquesta pintura a l'oli es troba a la col·lecció privada de Gerhard Schneider. Després de la Segona Guerra Mundial, Vogenauer esdevingué professor d'art a l'Escola Superior d'Art de Berlín-Weissensee, a Alemanya de l'Est.
Ernst Rudolf Vogenauer es va implicar amb l'expressionisme alemany i va participar en diferents esdeveniments internacionals com la Primera exposició d'art modern a Bucarest. De 1946 a 1962 va treballar com a docent a l'Escola d'Art de Berlín-Weissensee (Kunsthochschule Berlin-Weissensee).